# 은하철도의 밤
《은하철도의 밤》(일본어: 銀河鉄道の夜 긴가테츠도노요루[*])은 미야자와 겐지의 동화 작품이다. 고독한 소년 조반니가 친구 캄파넬라와 은하철도의 여행을 하는 이야기로, 그의 동화 가운데 대표작으로 꼽힌다.
작가의 죽음으로 인해 미완성 상태로 남겨진 점, 많은 신조어가 사용된 점 등의 이유로 연구가들 사이에서도 다양한 해석이 이루어지고 있다. 이 작품에서 파생된 작품은 수없이 많으며 지금까지 몇 차례에 걸쳐 영화화, 애니메이션화, 연극화, 플라네타륨 프로그램 등이 만들어졌다.
마츠모토 레이지의 만화 《은하철도 999》에 영감을 준 것으로도 알려져 있다.

## 한국어 번역
- 박종진 옮김, 《은하철도의 밤》, 여유당, 2013년 6월 10일
- 심종숙 옮김, 《바람의 마타사부로/은하철도의 밤》, 지식을만드는지식, 2013년 3월 25일
- 햇살과 나무꾼 옮김, 《은하철도의 밤》, 비룡소, 2012년 4월 25일